# Cysticus
Cysticus é um género de gastrópode  da família Marginellidae.
Este género contém as seguintes espécies:
- Cysticus gutta
- Cysticus josephinae